# Darcus Howe
Leighton Rhett Radford Howe, còn gọi là Darcus Howe (26 tháng 2 năm 1943 – 1 tháng 4 năm 2017), là một nhà phát thanh, nhà văn người Anh, và nhà hoạt động vì quyền tự do dân sự. Ban đầu từ Trinidad, Howe đến Anh với ý định học luật. Ở đó ông gia nhập British Black Panthers.
Ông là biên tập viên của Race Today, và chủ tịch của lễ hội Notting Hill Carnival.Ông được biết đến nhiều ở Vương quốc Anh nhờ bộ phim Black on Black của ông trên kênh Channel 4; chương trình yêu thích hiện tại của ông, Devil's Advocate; và công việc của ông với Tariq Ali trong Bandung File. Tác phẩm truyền hình của ông còn gồm White Tribe (2000), một cái nhìn vào nước Anh hiện đại và sự mất mát "chất Anh" của nó; Slave Nation (2001); Who You Callin' a Nigger? (2004); và Is This My Country? (2006), một cuộc tìm kiếm danh tính Tây Ấn của ông. Ông cũng viết bài cho tờ báo New Statesman và The Voice.

## Tuổi thơ và buổi đầu sựu nghiệp
Howe (tên thánh Leighton Rhett Radford) được sinh ra ở Moruga, Trinidad, con trai của một linh mục Anh giáo.

## Sự nghiệp phát thanh
Năm 1982, Howe bắt đầu sự nghiệp phát thanh của mình trên kênh truyền hình Channel 4 với chương trình Black on Black, sau đó đồng biên tập với Tariq Ali trong Bandung File.

## Phỏng vấn bởi BBC
Howe đã được phỏng vấn bởi Fiona Armstrong cho BBC News vào ngày 9 tháng 8 năm 2011 trong thời điểm bạo loạn Anh 2011.

## Cuộc sống các nhân
Howe đã kết hôn ba lần và có bảy đứa con. Bộ phim tài liệu Son of Mine của kênh Channel 4 khảo sát mối quan hệ của Howe với cậu con trai Amiri, 20 tuổi, đang phải đối mặt với án tù liên quan đến hộ chiếu bị mất cắp. Con gái của ông Tamara là giám đốc sản xuất cho London Weekend Television. Ông đã được chẩn đoán mắc bệnh ung thư tuyến tiền liệt vào tháng 4 năm 2007 và sau đó đã vận động cho nhiều đàn ông hơn được thử nghiệm. Ông qua đời tại nhà ông ở Streatham, Luân Đôn, vào ngày 1 tháng 4 năm 2017.

## Danh mục đã chọn
- Black Sections in the Labour Party, London: Creation for Liberation, 1985. ISBN 978-0947716066
- President Nyerere in Conversation with Darcus Howe and Tariq Ali, London: Creation for Liberation, 1986. ISBN 978-0947716073
- From Bobby to Babylon: Blacks and the British Police, London: Race Today Publications, 1988. ISBN 978-0947716127

Với vai trò biên tập viên
- The Road Make to Walk on Carnival Day: The Battle for the West Indian Carnival in Britain, London: Race Today Collective, 1977.
- With Margaret Busby, C. L. R. James's 80th Birthday Lectures, London: Creation for Liberation, 1984. ISBN 978-0947716011